# Римская-Корсакова, Надежда Николаевна
Надежда Николаевна Римская-Корсакова (урождённая Пургольд; 19 (31) октября 1848, Петербург — 11 (24) мая 1919, Петроград) ― русская пианистка, музыковед, композитор; жена композитора Николая Андреевича Римского-Корсакова. Сестра певицы Александры Молас.

## Биография
Родилась в Петербурге 19 октября 1848 г. в обрусевшей дворянской семье немецкого происхождения (православной). Надя – младшая из десяти детей Анны Антоновны, урождённой Марцинкевич, и Николая Фёдоровича Пургольда. Пургольды, представители старинного рода Тюрингии, переселились в Россию во второй половине XVIII века. Надежда была правнучкой Иоганна Пургольда, преподававшего юриспруденцию в Московском университете при Екатерине Второй.
Отец – действительный статский советник Николай Фёдорович Пургольд (1805—08.06.1862). Поехал на лечение в немецкий город Баден-Соден, но улучшений не наступило, и там он скончался от чахотки, когда его дочке Наде было 13 лет. Похоронен там же на общем кладбище.
Начала играть на фортепиано в 10 лет. Училась игре на дудочке у А. К. Штанге и А. А. Герке. После смерти Пургольда воспитание 10 его детей взял на себя брат покойного Владимир Фёдорович, театрал и меломан, бывший знакомым с М. И. Глинкой и друживший с А. С. Даргомыжским.  Благодаря этой тесной дружбе, Надежда и Александра Пургольд вошли в окружение A. С. Даргомыжского, под руководством которого Надежда Николаевна занималась переложением оркестровых партитур для фортепиано. Музыкально-теоретическим предметам она обучалась в Петербургской консерватории, некоторое время занималась по инструментовке и композиции у Римского-Корсакова. В 1860–1870-х годах как пианистка участвовала в музыкальных собраниях Балакиревского кружка.
Николай Андреевич вместе с друзьями стал часто бывать у сестёр Пургольд на их даче. В то время Николай Андреевич обдумывал сочинение оперы «Псковитянка» и делился с Надеждой Николаевной своими планами. Она наигрывала ему первые музыкальные наброски, разбирала их, инструментовала в опере несколько отрывков. Весной 1871 г. во время совместного чтения гоголевской «Майской ночи» Римский-Корсаков сделал ей предложение. 30 июля 1872 г. в Спасо-Парголовской церкви Надежда Пургольд и Николай Римский-Корсаков обвенчались. В браке родились 7 детей.
Ей принадлежат музыкальные сочинения, переложения для фортепиано в четыре руки (в том числе оперы «Псковитянка»). Автор статей, редактор 1-го (также автор вступительной статьи) и 2-го изданий книги Н. А. Римского-Корсакова «Летопись моей музыкальной жизни. 1844–1906» (СПб., 1909, 1910). П. И. Чайковский посвятил Н. Н. Римской-Корсаковой романс «Колыбельная песня».
Надежда Николаевна умерла в 1919 г. от оспы, пережив мужа на 11 лет; похоронена рядом с ним на Новодевичьем кладбище. В 1936 г. прах супругов перезахоронили в Некрополе мастеров искусств.